# Conus aureus
Conus aureus é uma espécie de gastrópode do gênero Conus, pertencente à família Conidae.

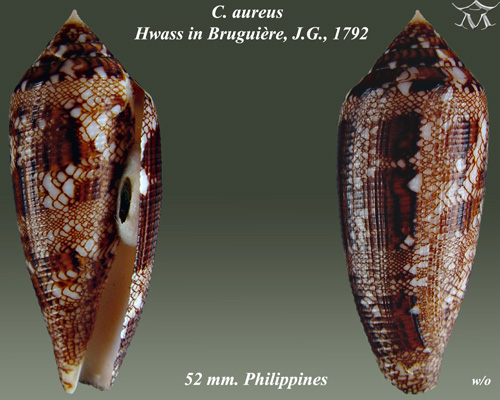
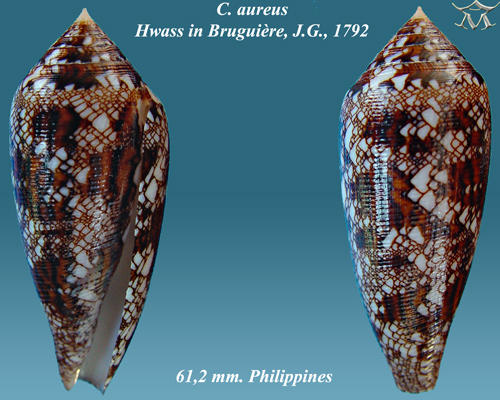